# Estación de Essen
La estación de Essen es una estación de tren belga situada en Essen, en la provincia de Amberes, región Flamenca.
Pertenece a la línea  de S-Trein Antwerpen.

## Situación ferroviaria
La estación se encuentra en la línea línea 12 (Amberes-Essen-frontera).

## Intermodalidad
| Essen Station |                     |
| Autobuses de Amberes |                     |
| --- | ------------------- |
| \| Línea \| Recorrido \| \| ----- \| ------------------- \| \| 444 \| Wuustwezel ↔ Essen \| \| 447 \| Wuustwezel ↔ Essen \| \| 448 \| Brecht ↔ Essen \| \| 672 \| Stabroek ↔ Essen \| \| 673 \| Stabroek ↔ Essen \| \| 674 \| Stabroek ↔ Essen \| \| 676 \| Kalmthout ↔ Essen \| \| 679 \| Hoogstraten ↔ Essen \| |                     |
| Línea | Recorrido           |
| 444 | Wuustwezel ↔ Essen  |
| 447 | Wuustwezel ↔ Essen  |
| 448 | Brecht ↔ Essen      |
| 672 | Stabroek ↔ Essen    |
| 673 | Stabroek ↔ Essen    |
| 674 | Stabroek ↔ Essen    |
| 676 | Kalmthout ↔ Essen   |
| 679 | Hoogstraten ↔ Essen |